# Klaipėda
Klaipėda (tysk: Memel, russisk: Клайпеда) er en by i det nordvestlige Litauen. Klaipėda ligger ved udsejlingen fra den Kuriske Bugt til Østersøen. Som Litauens eneste havn, er der færgeterminal med forbindelser til Danmark, Sverige og Tyskland. Nogle af de ældre bygninger er maleriske bindingsværkhuse, der ligner dem, der findes i Tyskland, Frankrig, England, Danmark og Sydsverige.
Befolkningstallet i Klaipėda by er faldet fra 207.100 i 1992 til 164.310 i 2018 siden Litauen løsrev sig fra Sovjetunionen.
De populære badesteder Nida mod syd på Den kuriske landtange, og Palanga mod nord ligger tæt på Klaipėda.

## Historie
Byen var det tidligere Østprøjsens nordligste havneby og blev efter 1. Verdenskrig sammen med området nord for floden Nemunas overtaget af Folkeforbundet og overgivet til international styring under fransk ledelse og senere overtaget af Litauen. Byens store tyske mindretal stemte i mellemkrigsårene for tysk politisk styring. Klaipėda og omgivende område Memelland blev 22. marts 1939 atter besat af Tyskland og forenet med Østprøjsen. Klaipėda blev hårdt ramt af de allieredes bombardementer under 2. verdenskrig, og kun ca. 1 km2 af den oprindelige by er bevaret. En stor del af de tysksindede indbyggere flygtede med de tyske styrker under tilbagetrækningen i 1944, andre blev, ifølge fredsslutningen efter 2. Verdenskrig forflyttet til Vesttyskland. En del tysksindede blev mellem 1945 og 1948 sendt til Sibirien som krigsfanger.

## Demografi

### Historisk udvikling
| Demografisk udvikling af Klaipėda mellem 1782 og 2011 |        |        |         |         |         |         |         |         |         |
| år                                                    | 1782   | 1837   | 1861    | 1905    | 1912    | 1925    | 1931    | 1938    | 1945    |
| befolkning                                            | 5.500  | 9.000  | 17.500  | 20.700  | 23.500  | 35.845  | 37.142  | 47.189  | 3.600   |
| år                                                    | 1950   | 1959   | 1970    | 1979    | 1989    | 1992    | 1999    | 2001    | 2011    |
| befolkning                                            | 48.500 | 89.500 | 140.342 | 176.648 | 202.929 | 207.100 | 203.300 | 192.954 | 177.823 |

### Fordelt på nationalitet
| Nationalitet oplyst ved folketællingen 2001 |         |           |              |          |         |       |       |
| Litauere                                    | Russere | Ukrainere | Hviderussere | Polakker | Tyskere | Jøder | Andre |
| 137.557                                     | 41.110  | 4.652     | 3.606        | 743      | 399     | 335   | 520   |
| Noter: 1.                                   |         |           |              |          |         |       |       |

## Administrative enheder
Klaipėda var hovedby i Klaipėda apskritis (litauisk: Klaipėda Apskritis). Klaipėda bykommune (litauisk: Klaipėda miesto savivaldybė) har hovedsæde i Klaipėda, og selvom Klaipėda ikke er en del af Klaipėda distriktskommune (litauisk: Klaipėda rajono savivaldybė) har også distriktskommunen hovedsæde og administrativt centrum i Klaipėda.

### Klaipėda bykommune
Klaipėda bykommune styres af Klaipėda byråd. Byrådet vælges hvert fjerde år og har 31 medlemmer; kandidaterne opstilles af registrerede, godkendte politiske partier. Med virkning fra 2011-valget bliver personlig opstilling, uafhængigt af partierne muligt. Byrådet vælger borgmester på sit første møde.

#### Borgmestre (siden 1990)
| - 1990–1992: Povilas Vasiliauskas - 1992–1994: Benediktas Petrauskas | - 1994–1995: Jurgis Aušra - 1995–1997: Silverijus Šukys | - 1997–2000 og 2000–2001: Eugenijus Gentvilas - 2001–2003, 2003 og siden 2007: Rimantas Taraškevičius |

#### Bydele i Klaipėda
Klaipėda består af 2 bydele: Melnragė og Giruliai.

## Mærsk-koncernen i Klaipėda
I 1996 overtog Mærsk-koncernen skibsværftet Baltija i Klaipėda, der bl.a. var underleverandør ved bygningen af verdens største containerskib "Emma Mærsk", men efter beslutningen om lukningen af Lindøværftet er Baltija igen sat til salg.

## Sport
Klaipėda har to fodboldklubber, der spiller i den bedste litauiske række, FK Atlantas Klaipėda.
- Klaipėdos centrinis stadionas;
- Klaipėdos DDA stadionas.

## Venskabsbyer
Klaipėda er venskabsby med:
| - Køge, Danmark - Kotka, Finland - Mogilev, Hviderusland - Kuji, Japan - Qingdao, Kina | - Liepāja, Letland - Gdynia, Polen - Szczecin, Polen - Kaliningrad, Rusland - Tsjerepovets, Rusland | - North Tyneside, Storbritannien - Karlskrona, Sverige - Leipzig, Tyskland - Lübeck, Tyskland - Mannheim, Tyskland | - Rügen, Tyskland - Odessa, Ukraine - Debrecen, Ungarn - Cleveland, Ohio, USA - Mérida, Venezuela |

## Billeder fra Klaipėda
- Klaipėda inderhavn
- Klaipėda centrum
- Klaipėda gamle bydel
- Danė-floden ved Biržų-broen
- Nybyggeri på Klaipėda havnefront
- Klaipėda skyline